# Alenka Gotar
Alenka Gotar (Liubliana, 1977) es una cantante soprano de ópera y pop operístico eslovena.

## Biografía
Desde pequeña estudió piano y guitarra en Liubliana, matriculándose también en la escuela de ballet de la capital eslovena. Después de su graduación en 1996, estudió música en la Academia de Música de la Ciudad de Basilea, (Suiza) y en 1999 en la Universität Mozarteum de Salzburgo. Allí continuó después de graduarse perfeccionando sus estudios de ópera. Obtuvo el máster en 2006.
Ha trabajado en numerosos musicales por toda Europa (Austria, Alemania, Escandinavia, Croacia, Suiza, etc.).
En 2007 ganó el EMA 2007 con lo que fue elegida para representar a su país en el Festival de la Canción de Eurovisión 2007 en Helsinki con el tema "Cvet z juga" (Flores del sur), donde superó la semifinal, obteniendo el decimoquinto lugar en la final.